# Ратха

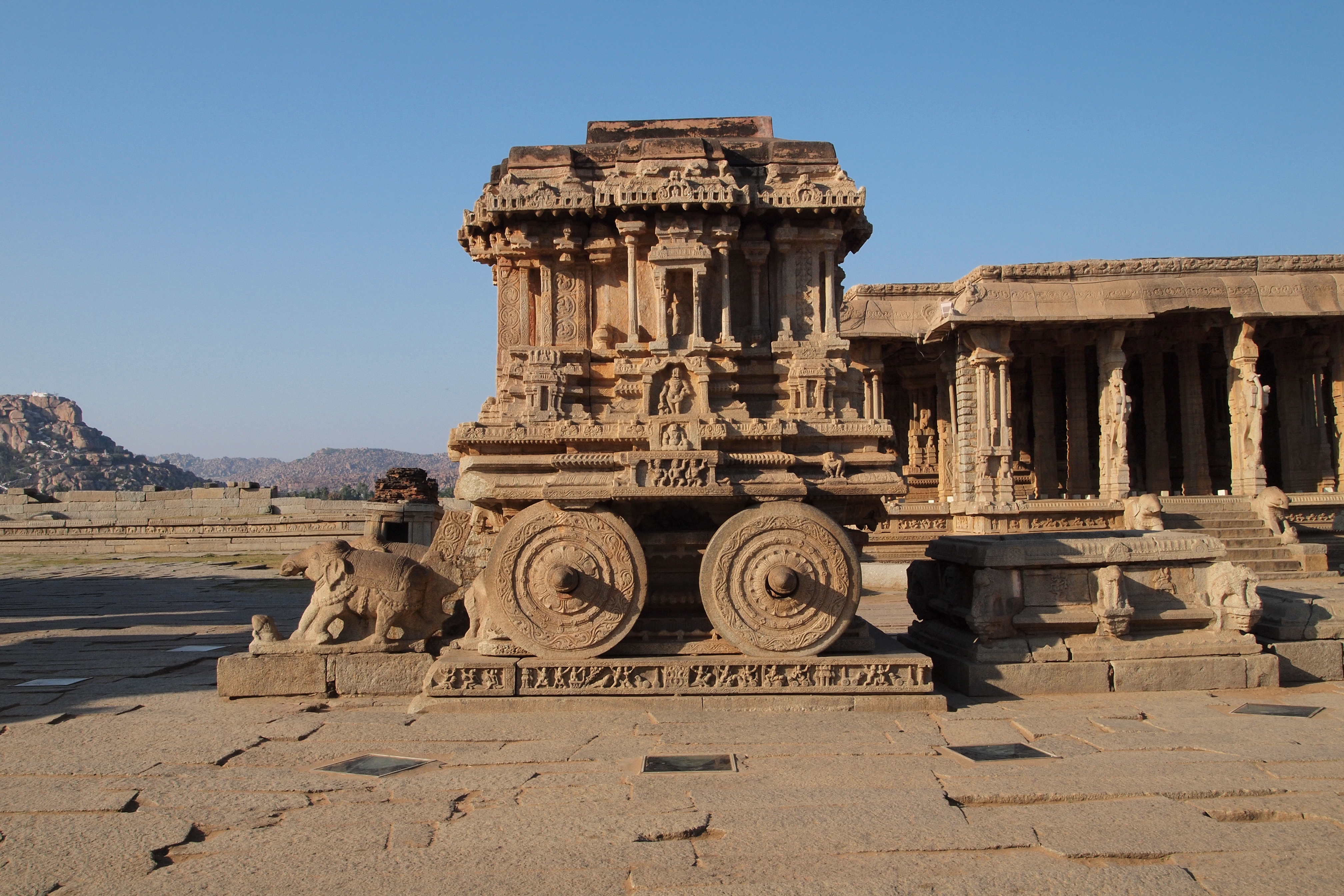
Каллина Ратха (каменная Колесница) в Карнатаке

Ра́тха (др.-инд. ratcha — «повозка») — традиционное индийское монументальное, монолитное сооружение с нишами для изваяний, по форме напоминающее повозку. Внешне воспроизводит древнейшие повозки, на которых во время праздничных шествий передвигали статую божества.

## РатхиМахабалипурам
В Махабалипураме располагаются 8 сохранившиеся до наших дней ратхи типа дравида созданные в период 630—715 годы при помощи скальной техники. Из них 5 целиком высечены из монолитной скальной породы и носят имена героев Махабхараты — Драупади, Дхармараджи, Арджуны, Бхимы и двух братьев Пандавов — Накулы и Сахадевы. Одна ратха располагается в некотором отдалении от остальных 5 и является действующим храмом Ганеши.
В. И. Жуковский и Н. П. Копцева отмечают, что все ратхи имея небольшие размеры «производят внушительное впечатление своей целостностью и монументальностью». А о ратхах Бхимы, Накулы-Сахадевы и Ганеши пишут, что они «несут на себе явный отпечаток архитектуры буддийских святилищ типа чайтья». Касаясь вопроса о незавершённости ратх они полагают, что «это было сделано специально, дабы показать процесс явления, исхождения, про-изведения индуистских храмов из недр скального массива — символа священной горы Меру как центра Вселенной, вокруг которого вращаются планеты, Солнце, Луна, звёзды, боги и люди».

### Ратха Драупади
Ратха Драупади представляет собой простейшую разновидность индуистского храма, построенную в виде монолитного святилища, покоящегося на цоколе. Она имеет высокую четырёхскатную и выпуклую крышу. Ширина сооружения составляет 3,4 метра, а высота — 5,5 метров. В каждой, из расположенных в стенах ратхи нишах, размещены фигуры божеств. Хотя ратха Драупади выполнена из камня, внешне в ней сохраняются древние традиции индийского деревянного зодчества.

### Ратха Дхармараджи
Ратха Дхарма-раджи имеет черты как буддийского строения типа вихара (монолитность, многоярусные башенки пирамидальной конструкции), так и индуистского храма типа дравида (верхняя часть ратхи). Широта основания ратхи составляется 8, 85 метров, а высота самой радхи равняется 12, 2 метрам. Ратха имеет шикхару в виде монолитной многоступенчатой пирамиды, где каждый ярус образует пояс. Венчает ратху колоколообразное сооружение в виде перевёрнутой чашечки лотоса, которая олицетворяет собой «эманацию божественной энергии».

### Ратха Арджуны
Ратха Арджуны имеет сходство с ратхой Дхармараджи.

### Ратха Бхимы
Ратха Бхимы представляет собой двухъярусный храм длинной 14, 6 метров и высотой 7,9 метров. На первом ярусе ратхи находится многоколонный зал, с открытыми с четырёх сторон входами. Второй ярус имеет на стенах изображения в рельефе и выходящих на плоскую крышу храма дверных и оконных проёмов, которые в свою очередь обрамлены пилястрами. Крыша ограждена «пластически решённым парапетом».
В. И. Жуковский и Н. П. Копцева о самой ратхе отмечают, что она «по-видимому, в древности предназначалась для приюта паломников».

### Ратха Накулы и Сахадевы
У ратхи Накулы и Сахадевы напротив входа располагается апсида.

### Ратха Ганеши
Ратха Ганеши имеет один этаж на котором располагается трёхъярусная декоративная башенка. С продольной стороны ратхи-храма находится вход, ведущий в святилищу. Торцова и задняя стена ратхи декорированы тонкими часто расставленными пилястрами. Обе стены заглушены. По обеим сторонам входа вытесаны ниши, где размещены фигуры стражников.
В. И. Жуковский и Н. П. Копцева полагают, что «храм Ганеши послужил прототипом надвратных башен-гопурам, что позднее (в VIII—XVII вв.) станут оформлять входы в южноиндийские храмы и храмовые комплексы».